# SAP HANA
SAP HANA là một Hệ quản trị cơ sở dữ liệu quan hệ dạng in-memory (bộ nhớ trong), column-oriented (định hướng dạng cột) được phát triển và tiếp thị bởi SAP SE. Chức năng chính của nó khi làm máy chủ cơ sở dữ liệu là để lưu trữ và lấy dữ liệu theo yêu cầu của các ứng dụng khác. Ngoài ra, nó còn thực hiện phân tích chuyên sâu (phân tích dự đoán, xử lý dữ liệu không gian, phân tích văn bản, tìm kiếm văn bản, phân tích streaming, xử lý dữ liệu đồ thị) và cũng bao gồm cả khả năng ETL và một máy chủ ứng dụng.

## Lịch sử
Để tạo ra SAP HANA, SAP SE đã phát triển hoặc mua lại các công nghệ, bao gồm công cụ tìm kiếm TREX (bộ máy tìm kiếm in-memory column-oriented), P*TIME (nền tảng OLTP in-memory được mua lại bởi SAP năm 2005), và MaxDB với bộ máy liveCache in-memory của nó.
Trong năm 2008, các đội từ SAP SE, làm việc với Viện Hasso Plattner và Đại học Stanford, đưa ra một kiến trúc ứng dụng dành cho việc phân tích theo thời gian thực và tập hợp, được nhắc đến với cụm từ "Kiến trúc mới của Hasso - Hasso's New Architecture" trên blog của cựu CEO SAP, Vishal Sikka. Trước khi cái tên "HANA" ổn định, người ta gọi sản phẩm này là "cơ sở dữ liệu mới".
Phần mềm này đã từng được gọi là "Thiết bị Phân tích hiệu suất cao SAP".
Sản phẩm đầu tiên được xuất xưởng vào cuối tháng 10 năm 2010.
Vào giữa năm 2011, công nghệ này đã thu hút sự quan tâm, nhưng khách hàng doanh nghiệp có kinh nghiệm vẫn coi nó là "trong những ngày đầu".
HANA hỗ trợ cho SAP NetWeaver Business Warehouse đã được công bố trong tháng 9 năm 2011 và sẵn sàng vào tháng mười một.
Vào năm 2012, SAP đẩy mạnh vào khía cạnh điện toán đám mây. Vào tháng 10 năm 2012, SAP công bố một cung cấp dạng nền tảng như một dịch vụ gọi là SAP HANA Cloud Platform và một biến thể gọi là SAP HANA One sử dụng ít bộ nhớ hơn.
Trong tháng 2013, phần mềm Hoạch định tài nguyên doanh nghiệp SAP, công bố trong gói Business Suite, hỗ trợ vào tháng 5.
Trong 2013, một dịch vụ cung cấp quản lý đám mây riêng gọi là HANA Enterprise Cloud service đã được công bố.
Thay vì đánh phiên bản, phần mềm này sử dụng các gói dịch vụ cho bản phát hành chính. Các gói dịch vụ được phát hành mỗi 6 tháng.

## Kiến trúc

### Tổng quan

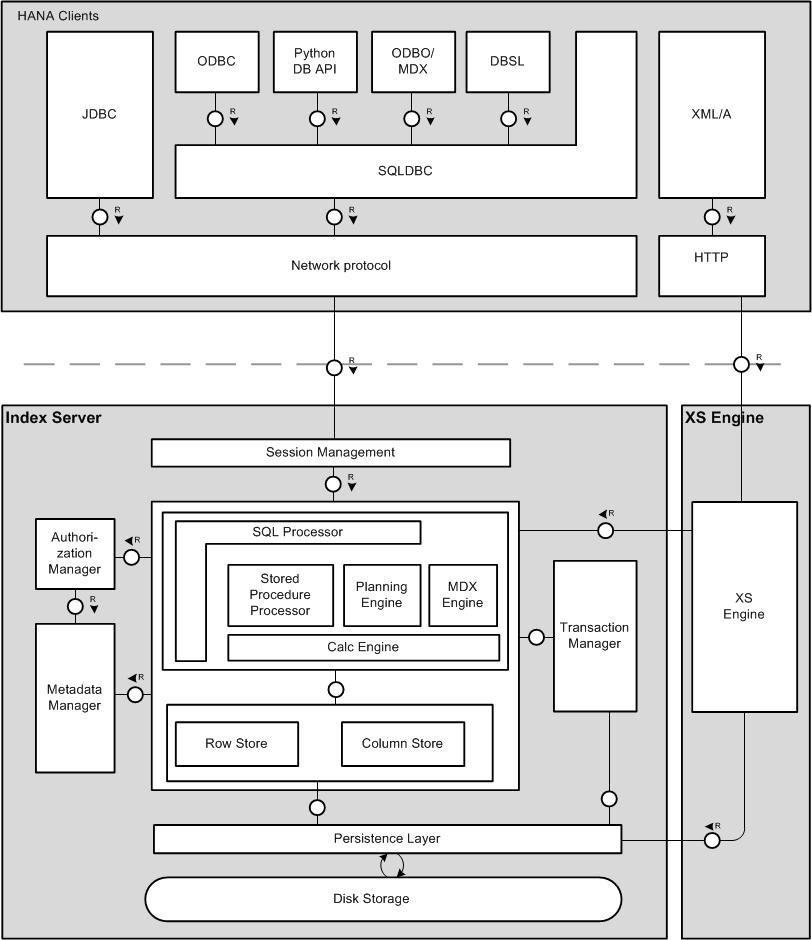
Các thành phần của mày chủ Index

Máy chủ index (chỉ mục) thực hiện quản lý session (phiên), xác thực ủy quyền, quản lý transaction (giao dịch) và xử lý lệnh. Cơ sở dữ liệu chứa dữ liệu cả dạng hàng (row store) và cột (column store). Người dùng có thể tạo ra các bảng bằng việc sử dụng một trong hai dạng store, nhưng các column store được dùng nhiều nhất. Máy chủ index cũng quản lý sự ổn định giữa bộ nhớ ảnh đệm của đối tượng dữ liệu, các tập tin log và lưu trữ vĩnh viễn. Bộ máy XS cho phép xây dựng các ứng dụng web.
SAP HANA Information Modeling (hay SAP HANA Data Modeling) là một phần của bộ phát triển ứng dụng HANA. Modeling là phương pháp đưa dữ liệu hoạt động đến người dụng cuối. Reusable virtual objects (tên là calculation views) được dùng trong xử lý modelling.

### MVCC
HANA quản lý Kiểm soát truy cập đồng thời thông qua việc sử dụng điều khiển đa phiên đồng thời (MVCC), làm cho tất cả các giao dịch có ảnh cơ sở dữ liệu vào một thời điểm. Khi một cơ sở dữ liệu MVCC cần cập nhật một mục của dữ liệu, nó sẽ không ghi đè lên các dữ liệu cũ bằng dữ liệu mới, thay vào đó nó sẽ đánh dấu những dữ liệu cũ là lỗi thời, và thêm phiên bản mới hơn.

## Nền tảng hỗ trợ
- Linux x86-64 (Red Hat Enterprise Linux, SUSE[18])
- Linux POWER Systems[19]

## Triển khai
SAP HANA có thể được triển khai trên cơ sở như là một thiết bị từ một nhà cung cấp phần cứng có chứng nhận hoặc trên các phần cứng có chứng nhận phù hợp với trung tâm dữ liệu tích hợp (TDI). Tiếp cận dựa theo trung tâm dữ liệu tích hợp (TDI), các thiết bị phần cứng như lưu trữ và mạng có thể tái sử dụng. Các khả năng mở rộng (scale) ngang hoặc dọc đều được hỗ trợ. HANA cũng có sẵn trong những dịch vụ đám mây như là một cơ sở dữ liệu trên Amazon Web Services, Microsoft Azure, IBM Softlayer, Huawei FusionSphere, HP Helion, hoặc  SAP HANA Cloud Platform (PaaS) cũng như  SAP HANA Enterprise Cloud (MCaaS).

## Phiên bản
SAP HANA cấp giấy phép chia thành hai loại chủ yếu.
Runtime License (giấy phép thực thi):
Sử dụng để chạy các ứng dụng SAP như SAP Business Warehouse  được hỗ trợ bởi SAP HANA và SAP S/4HANA.
Full Use License (giấy phép đầy đủ):
Sử dụng để chạy cả ứng dụng thuộc SAP và không thuộc SAP. Giấy phép này có thể được sử dụng để tạo ra các ứng dụng tùy chỉnh.
Như là một phần của các giấy phép đầy đủ, các tính năng được phân loại theo phiên bản nhắm đến các mục tiêu khác nhau tùy trường hợp sử dụng. 
- Base Edition: Cung cấp tính năng cơ sở dữ liệu và phát triển công cụ, nhưng không hỗ trợ các ứng dụng SAP.
- Platform Edition: Base Edition cộng thêm không gian mở rộng, tiên đoán, máy chủ tích hợp R, tìm kiếm, văn bản, phân tích, đồ thị và bổ sung thư viện đóng gói.
- Enterprise Edition: Platform edition cộng thêm thành phần kèm cho một số khả năng tải  dữ liệu và các framework.

Ngoài ra, các khả năng như streaming và ELT được cấp phép thêm như một lựa chọn.